# شرى مائي المنشأ
شرى مائي المنشأ هي شكلٌ نادر من أشكال الطفح البدني. العرض المعروف هو رد فعل لألم في الجلد ناتج عن ملامسة الماء. وقد توصف أحيانًا على أنها حساسية بالرغم من أنها ليست رد لإطلاق الهيستامين –مركب يوجد في جميع أنسجة الجسم تطلقه الخلايا استجابة للإصابة والتفاعلات التحسسية والالتهابية والذي يحث على توسيع الشعيرات الدموية-كالأشكال الأخرى من الشرية. ومن الواضح أن هذا المرض لا علاقة له باختلاف درجة حرارة الماء سواء كان باردًا أو ساخنًا ولا يتأثر بالمواد الكيميائية كالفلور والكلور، لأنه يتم إعادة إنتاجه بماء مقطر ومحلول ملحي.
ووفقًا لما قاله جيرالاد فولتشيك: «تمثل الشرية مناطق عابرة ومتمركزة من الوذمة ضمن أنسجة الجلد والتي تظهر على شكل حساسية أو بظهور بقع حمراء أو بنفس لون البشرة أو بلون أبيض غير بارزة أو أن تكون ذات أحجام متنوعة من البقع الباهتة» استُخدم مصطلح الشرية لأول مرة من قِبل الطبيب الأسكتلندي ويليام كولين في عام 1769. وتعود أصل هذه الكلمة من كلمة لاتينية «ارتيكا Urtica» وتعني وغز الشعر أو اللسع كما يتتبع التسلسل الكلاسيكي الصلة مع النباتات المزهرة المعمرة «القرّاص الكبير باللاتينية Urtica dioica» يعود تاريخ الشرية «الارتيكاريا» من 1000-2000 سنة قبل الميلاد مع الإشارة إليها في كتاب " The Yellow Emperor's Inner Classic" أنها طفح جلدي كامن من الرياح والتي كتبها هاونجدي نيجينج. وصف ابقراط الشرية «ارتكاريا» لأول مرة في القرن الرابع باسم داء kindosis بعد الكلمة اليونانية kindo عن نبات القراص الكبير وقد أدى اكتشاف الخلايا
الصارية من قِبل بول ايرليك في عام 1879 إلى ظهور الشرية وظهور حالات مشابهة في إطار فكرة شاملة عن حالات الطفح.

## الأعراض
الأعراض المتعلقة بالشرية المائية أو بحساسية الماء (الحساسية من الماء) مشابهة لجميع الأنواع الأخرى من قشعريرة الجسد التي تسببها أمور أخرى. ويشمل هذا علامات حمراء متورمة أو خلايا صغيرة مرتفعة أو حكة شديدة أو هيجان الجلد في المناطق التي تتعرض لملامسة الماء. وقد تظهر الأعراض خلال دقائق معدودة بعد ملامسة الجسد للماء. الشرية المائية هي حالة نادرة والتي تتطور فيها الحكة الشرية «الأرتيكاريا» سريعًا بعد ملامسة الجلد للماء، وبغض النظر عن درجة حرارته. تكون الخلايا المرتبطة بالشرية المائية عادةً صغيرة (1-3 مم تقريبًا) وتكون على شكل بقع حمراء أو بلون الجلد (تسمى بقع متورمة حمراء) مع حواف محددة بوضوح. تحدث في الغالب على الرقبة والجزء العلوي من البدن والذراعين ومع ذلك فهي قد تحدث في أي مكان من الجسد. ويعاني بعض الأشخاص من الحكة أيضًا. وبمجرد إزالة مصدر الماء يتلاشى الطفح بشكل عام خلال 30 إلى 60 دقيقة.

## السبب
السبب الكامن وراء داء الشرية المائية غير مفهوم تمامًا. اعتبارًا من 2016، الأفكار العلمية الرئيسية حول السبب هي أن الشخص يتفاعل مع كميات ضئيلة من مادة مجهولة مُذابة في الماء، أو أن الماء يتفاعل أو يتحد مع مادة مجهولة موجودة داخل الجلد أو عليه وقد يعود السبب إلى أن الجهاز المناعي للشخص يتفاعل مع هذا المركب. وعلى الرغم من أن الاسم الشائع هو حساسية الماء إلا أنه لا يعتقد العلماء أن هذه الحالة تمثل تقنيًا حساسية حقيقية ضد الماء النقي.

## التشخيص
يبتدئ تشخيص داء الشرية المائية وسيتم بعد ذلك وضع المريض في اختبار معالجة المياه
حيث سيستعمل الماء على الجزء العلوي من الجسم لمدة 30 دقيقة. ويمكن وضع الماء مباشرة على الجلد أو قد يتم وضعه على منشفة ورقية منقوعة. وفي العديد من الحالات، يتم استخدام الماء المقطر وماء الصنبور والماء الملحي للتحقق من وجود اختلاف في رد الفعل. بعد إزالته، سيتم فحص الجلد من أجل معاينة رد الفعل لمدة زمنية تتراوح بين 10-15 دقيقة ولأن الشرية المائية تصاحب في كثير من الأحيان أنواع أخرى من الشرية الفيزيائية، فقد يقوم الطبيب بإجراء اختبارات للتحقق من الحالات الأخرى. يمكن وضع مكعب ثلج على الساعد لبضع دقائق للتحقق من الشرية الباردة «خلل تتشكل فيه خلايا أو بقع حمراء كبيرة على الجلد بعد التعرض لمنبه بارد»، وسيتم التعرض لحمام ساخن للتحقق من الشرية الكولونية «وهو نوع من الشرى الجسدي الذي يظهر عندما يتعرق الشخص أو تزداد درجة حرارة جسمه الأساسية» وسيتم فحص الآفات لتحديد السبب الجذري لظهورها.
تتكون تقييمات الشرية المائية من التاريخ المرضي واختبار تحدي الماء. الاختبار المعياري للشرية المائية هو تطبيق لضغط الماء -والذي يعادل 35 درجة مئوية-على الجزء العلوي من الجسم لمدة 30 دقيقة. ويمكن لأي درجة حرارة أن تستثير داء الشرية المائية، ومع ذلك فإن المحافظة على الضغط عند درجة حرارة مشابهة لدرجة حرارة جسم الإنسان الطبيعية (37 درجة مئوية) يساعد على تجنب التشوش الذي يحدث مع الشرية الناتجة عن البرودة أو الحرارة المحلية. بالإضافة إلى ذلك، يمكن غمر الساعد أو اليد في الماء بدرجات حرارة متفاوتة. ويتطلب تشخيص الشرية المائية استبعاد الأنواع الأخرى من الشرية الفيزيائية، لذلك يجب إجراء التمرين واختبار مكعب الثلج لاستبعاد الأنواع الأخرى من الشرى البدني. وينبغي التمييز بين الشرى المائي والأكسيجينيك «حكة شديدة في الجلد»، حيث تؤدي ملامسة الماء لوقت قصير إلى إثارة الحكة الشديدة دون إصابة الجلد أو احمراره. إلى الآن لا تُعرف طريقة انتشار داء الشرية المائية بالكامل ومع ذلك، فقد تم اقتراح عدة آليات. وقد أٌشير إلى أن تفاعل الماء مع عنصر يوجد بداخل أو على طبقة دهنية، يٌنتج مادة سامة.
وامتصاص هذه المادة من شأنه أن يكون له تأثير على تحلل الخلايا الصارية مع إفراز الهيستامين.

## الشرية المائية ونوع الجنس البشري
يتم تصنيف الشرية المائية التي تُعرف باسم الأرتيكاريا الفيزيائية النادرة، كنوع فرعي منفصل من الشرى (Urticaria). تم الإبلاغ عنها لأول مرة من قِبل والتر بي شارلي أي آل في عام 1964. ويُنظر في معظم الأحيان لخلايا الحكة عند ملامسة الماء خلال فترة البلوغ لدى الإناث عند سن الإنجاب. أما الذكور فهم أقل تأثراً حتى إذا كانت أغلبية الحالات متفرقة في طبيعتها، فإن الحالات العائلية تُسجل أيضًا. ويمكن للماء في جميع أشكاله مثل مياه الصنبور أو مياه البحر أو مياه حمام السباحة أو العرق أو الدموع أو اللعاب أن يسبب الآفات.

## الوقاية
الجزء الأكثر تأثيرًا من هذا الاضطراب هو عدم وجود حساسية من الماء وحقن الماء بنبات الأيائل كمسبب للحساسية حتى عند التعرض المتكرر. إن تجنب مسببات الحساسية كمبدأ عام في أي اضطرابات حساسية تستلزم تجنب التعرض للماء. ويتم الإبلاغ عن الاستعمال الموضعي لمضادات الهيستامين كاستخدام 1 ٪ من الديفينهيدرامين «مركب مضاد للهيستامين يستخدم لتخفيف أعراض الحساسية» قبل التعرض للماء للحد من هذه الخلايا الصغيرة المرتفعة. ويمكن استخدام الزيت في الكريمات وفي الفلزات كعوامل حاجزة للماء
قبل الاستحمام أو في الحمام مع التحكم الجيد في الأعراض. تختلف الفعالية العلاجية لمختلف فئات الأدوية من حالة إلى أخرى.

## العلاج
لا يوجد علاج من شأنه أن يخلص المريض من أعراض الشرية المائية. وتستخدم معظم العلاجات لتقليل آثار المرض وتوفير المزيد من الراحة عندما تكون ملامسة الجسم للماء لازمة.
• مضادات الهيستامين التي تؤخذ عن طريق الفم: مضادات الهيستامين مثل الهيدروكسيزين "Hydroxyzine" أو التيرفينادين "Terfenadine" أو السيبروهيبتادين "Cyproheptadine" تستخدم كثيرًا لعكس أو تقليل آثار الشرية المائية. وستتنوع الاستجابة العلاجية لهذه الأدوية من مريض لآخر، ولم يتم العثور حتى الآن على فوائد تطبيق مضاد الهيستامين على الجلد لإنشاء صلة مباشرة لتقليل تأثيرات الشرية المائية.
•الكورتيكوستيرويدات الموضعية «هي أدوية مركّبة من الكورتيكوستيرويد (من صنع الإنسان) تُستخدم لعلاج حالات الجلد مثل الطفح الجلدي والتهاب الجلد والحكة والأكزيما والصدفية». وقد اُستخدم الكورتيزون عن طريق الحقن للمساعدة في علاج الشرية المائية في الماضي. أما فوائد هذا الدواء وتأثيره الفعلي فهم غير واضحين إلى هذا الوقت.
•الأدرينالين إن المرضى الذين يعانون من نوبات حادة من الشروية التي تبدو أنها حادة سيستخدمون هذا الدواء بشكل متكرر للمساعدة في تقليل ظهور توسع الأوعية الجلدية. ومن الممكن أن يساعد هذا أيضًا في تثبيط تحلل الخلايا الصارية والذي قد يساهم في وجود الشرية المائية.
•العلاج بنوع من أنواع الأشعة فوق البنفسجية: في تجربة ما أُعطيت امرأة تبلغ من العمر 21 عامًا علاجًا بنوع من أنواع الأشعة الفوق بنفسجية أربع مرات في الأسبوع بجرعات متزايدة للمساعدة في السيطرة على أعراض الشرية المائية. ومع زيادة الجرعة اختفت الآفات والحكة الناجمة عن المرض.
•الأشعة الفوق بنفسجية: يستخدم الإشعاع بشكل شائع جنبًا إلى جنب مع مضادات الهيستامين للمساعدة في تخليص المريض من الآفات المنتشرة التي تسببها الشرية المائية. وسيسبب هذا العلاج سماكة البشرة التي يمكن أن تمنع بدورها الماء من اختراق هذه الطبقة والتفاعل مع الخلايا تحتها، قد يسبب العلاج بالأشعة فوق البنفسجية أيضًا تقييد الخلايا الصارية للحد من استجابتها للمثيرات ولمثبطات المناعة التي يمكن أن تساعد في منع هذه التفاعلات.
• ستانوزولول: تم العثور على العلاجات لفيروس نقص المناعة البشرية للمساعدة في أعراض الشرية المائية كذلك.
• كابسيسن «هو عنصر نشط من الفلفل الحار»: يستخدم هذا الدواء في كثير من الأحيان لإنتاج زوستريكس، وهو كريم يُستخدم لتقليل الألم الناجم عن الشرية المائية.
• طرق المنع: في بعض الحالات، يمكن استخدام الزيت في محلول الماء أو في الكريم على الجلد لحمايته من التعرض للمياه أثناء الغسيل أو أداء الأنشطة المائية. لا يبدو أن هناك تأثيرًا جانبيًا لهذه الطريقة وهذا الاستعمال هو أسهل من العديد من الخيارات الأخرى. كما يوصي الأطباء بأن يستخدم هؤلاء المرضى حواجز مادية كالمظلة أو الملابس الواقية لتجنب الاتصال بالماء لحماية المرضى من التفشي المحتمل. ويجب أيضًا تجنب الأنشطة مثل السباحة أو زيارة الحديقة المائية للتقليل من خطر تفشي المرض.
و يلجأ البعض الى استخدام مستحضرات بيتا الانين لتخفيف الاعراض حسب تجارب بعض مرتادي صالات الجيم وبعض الابحاث المتعلقة بالمرض